# Rafael Nadal
Rafael Nadal Parera, Markies van Llevant de Mallorca (Manacor, 3 juni 1986) is een voormalig professioneel tennisser uit Spanje. Nadal voerde op 18 augustus 2008 voor het eerst de ATP-ranglijst aan. Hij wist vijf seizoenen als nummer 1 af te sluiten: 2008, 2010, 2013, 2017 en 2019. Hij stond een recordaantal achtereenvolgende weken bij de beste tien.
Dankzij zijn titel op de US Open 2010 behaalde hij als zevende speler in de geschiedenis, en de jongste in het open tijdperk, de Career Slam. Op de Australian Open 2022 won hij zijn 21ste grandslamtitel, waarmee hij alleen recordhouder werd. Hij verbrak bij dat toernooi een gelijke stand met Roger Federer en Novak Djokovic. Door deze titel werd hij de tweede speler in het open tijdperk en vierde in totaal met een dubbele Career Slam. Nadal won ook Roland Garros 2022 en bracht daarmee zijn totaal aantal grandslamtitels en het record op 22. Djokovic verbrak dit record op Roland Garros 2023. 
Nadal won Roland Garros veertien keer en is de enige tennisser (man of vrouw) die eenzelfde toernooi veertien keer wist te winnen. Zijn overige grandslamtitels waren tweemaal de Australian Open, tweemaal Wimbledon en viermaal de US Open. Hij behaalde twee gouden medailles op de Olympische Zomerspelen – in 2008 in het enkelspel en in 2016 in het dubbelspel – en veroverde met het Spaanse team vijfmaal de Davis Cup. Hij won ook 36 Masters 1000-titels. 
Zijn bijnaam, De Gravelkoning, heeft hij te danken aan zijn successen op deze ondergrond.

## Biografie
Rafael Nadals oom Toni Nadal was tot 2017 zijn coach en is een belangrijke factor geweest voor zijn succes. Een andere oom, Miguel Ángel Nadal, is een voormalig voetballer. Nadal heeft nog een jongere zus.

## Carrière

### 2005
Tijdens de Australian Open 2005 bereikte hij de 4e ronde, waarin hij verloor van de latere finalist Lleyton Hewitt. Twee maanden later bereikte hij de finale van het ATP-toernooi van Miami. Daarin verloor hij van Roger Federer met 2-6, 6-7, 7-6, 6-3 en 6-1. Vervolgens domineerde hij het gravelseizoen, met titels in Monte Carlo, Barcelona en Rome. Op 5 juni 2005 won hij zijn eerste grandslamtitel, op Roland Garros, door in de halve finale van Federer en in de finale van Mariano Puerta te winnen, met 6-7, 6-3, 6-1 en 7-5.
Op 14 augustus 2005 won hij zijn eerste toernooi op hardcourt, de Canada Masters. Hij slaagde er daarna in zich als tweede te kwalificeren voor de Masters Cup, maar kon niet meedoen vanwege een voetblessure. Het tennisjaar 2005 bracht Nadal in totaal 79 gewonnen partijen, elf titels (waaronder vier Masters) en tien verloren partijen. Hij sloot het jaar af als nummer 2 van de wereld, achter Roger Federer.

### 2006
Het jaar 2006 begon slecht voor Nadal, hij kon niet meedoen aan de Australian Open vanwege een voetblessure. In februari kon hij weer spelen en bereikte hij de halve finale in Marseille.
Voorafgaand aan Roland Garros won hij de graveltoernooien van Monte Carlo, Barcelona en Rome. Op Roland Garros wist Nadal zijn titel te verlengen. In de finale versloeg hij Federer in vier sets. Op Wimbledon speelde hij voor het eerst de finale, die hij uiteindelijk met 6-0, 7-6, 6-7 en 6-3 verloor van Federer.
Op de US Open bereikte Nadal de kwartfinale. Hij verloor daarin van Michail Joezjny. In het najaar nam hij voor het eerst deel aan de Masters Cup. In de groepsfase werd hij tweede, waarna hij in de halve finale tegen Federer speelde. Nadal verloor met 4-6 en 5-7. Hij eindigde het jaar opnieuw als nummer 2 van de wereld.

### 2007
Nadal bereikte op de Australian Open voor het eerst de kwartfinale. Hij verloor in drie sets van de latere finalist Fernando González. In juni won Nadal voor de derde keer Roland Garros, opnieuw door Roger Federer te verslaan in de finale.
Op 8 juli stond Nadal opnieuw tegenover Federer, ditmaal in de finale van Wimbledon. Federer won de eerste set met 7-6. De tweede set ging lange tijd gelijk op, maar een break van Nadal in het tiende game leverde hem de set op. De derde set ging opnieuw in een tiebreak naar Federer, die minder fouten maakte. De vierde set werd mede beslist door het Hawk-Eye-systeem: een aantal belangrijke challenges pakten uit in het voordeel van Nadal. In de laatste en beslissende set bleek Federer de koelste: Nadal kreeg vier breakpoints, maar die werden allemaal weggeserveerd door de Zwitser. De set eindigde uiteindelijk op 6-2 in het voordeel van Federer.

### 2008
In 2008 verloor Nadal in de halve finale van de Australian Open van de Fransman Jo-Wilfried Tsonga met 6-2, 6-3 en 6-2. Tijdens het gravelseizoen won hij vier toernooien en versloeg hij Federer in drie finales. Hij won Monte Carlo, Barcelona en Hamburg. In de finale van Roland Garros liet hij Federer met 6-1, 6-3 en 6-0 volstrekt kansloos. Nadal evenaarde hiermee het record van Björn Borg door vier keer achterelkaar Roland Garros te winnen. Hij schaarde zich ook in het gezelschap van Borg, Sampras en Federer als enige spelers in het open tijdperk die erin geslaagd zijn hetzelfde grandslamtoernooi vier of meer keer achterelkaar te winnen.
In zijn voorbereiding om zijn spel op gras te vervolmaken met het oog op het winnen van Wimbledon, won hij half juni het grastoernooi van Queen's door in de finale Novak Djokovic te verslaan. Op zondag 6 juli kwam Nadals droom uit: hij won het toernooi van Wimbledon door in vier uur en achtenveertig minuten Roger Federer in vijf sets te verslaan. Nadal werd daardoor de derde speler in het open tijdperk, na Rod Laver en Borg, die in één jaar zowel Roland Garros als Wimbledon won. De setstanden waren 6-4, 6-4, 6-7, 6-7 en 9-7. Nadal kreeg in de vierde set twee matchpunten, maar deze wist Federer nog ongedaan te maken. Op 7-7 in de vijfde set brak Nadal de service van Federer, waarna hij de wedstrijd kon uitserveren. De finale, van een buitengewoon hoog niveau, wordt door velen beschouwd als de beste ooit.
Op 17 augustus stond Nadal in de finale van de Olympische Spelen in Peking. Hij moest het opnemen tegen de Chileen Fernando González. Nadal won de eerste set vlot, maar in de tweede set moesten de twee het uitvechten in een tiebreak. Nadal won de tiebreak en kon opnieuw vlot winnen in de derde set. Door zijn winst behaalde hij de gouden medaille en werd hij de nummer 1 van de wereld.
Op 4 september bereikte Nadal voor het eerst in zijn carrière de halve finale van de US Open. Hij won in de kwartfinale van de Amerikaan Mardy Fish in vier sets. In de halve finale moest hij het opnemen tegen de Schot Andy Murray, maar hij verloor deze partij in vier sets. Aan het eind van het jaar miste hij, evenals in 2005, de Masters Cup wegens een blessure. Wel sloot hij voor het eerst het jaar af als nummer 1 van de wereld, waarmee hij de hegemonie van Roger Federer, die de afgelopen vier jaar afsloot als nummer 1, doorbrak.

### 2009

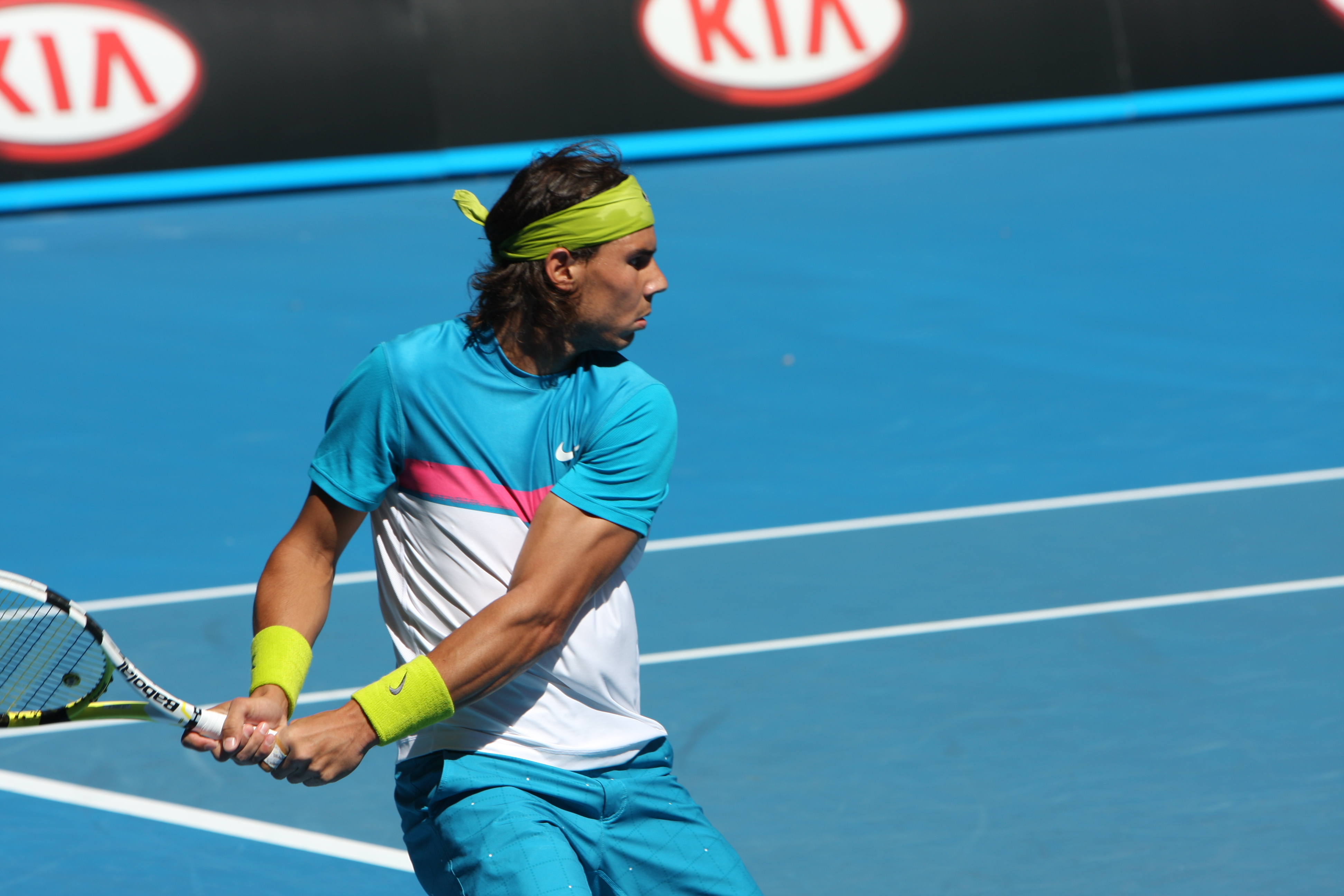
Nadal tijdens de Australian Open 2009

In de halve finale van de Australian Open won Nadal van zijn landgenoot Fernando Verdasco in een epische vijfsetter die meer dan 5 uur duurde, met 6-7, 6-4, 7-6, 6-7 en 6-4, in wat aan het eind van het jaar door velen als de wedstrijd van het jaar werd beschouwd. In de finale was hij in nog een vijfsetter te sterk voor zijn rivaal Roger Federer en pakte hij voor het eerst in zijn carrière de Australian Open. Het werd 7-5, 3-6, 7-6, 3-6 en 6-2. In het voorjaar bevestigde Nadal zijn nummer 1-positie door een reeks toernooioverwinningen in Indian Wells, Monte Carlo, Barcelona en Rome.
Op 31 mei verloor Nadal in de vierde ronde met 2-6, 7-6, 4-6 en 6-7 op Roland Garros van de Zweed Robin Söderling. Hiermee kwam een eind aan een reeks van 31 ongeslagen wedstrijden op Roland Garros. Daarna moest Nadal vanwege een knieblessure afzeggen voor het toernooi van Queen's. Op 19 juni maakte hij bekend zijn titel op Wimbledon ook niet te zullen verdedigen.
Zijn rentree kwam op het ATP-toernooi van Montreal, waar hij echter in de kwartfinale verloor van Juan Martín del Potro. In het najaar volgde wederom een halve finaleplaats tijdens de US Open, waarin hij van diezelfde Del Potro verloor met 6-2, 6-2 en 6-2. Hij bleek een buikspierblessure te hebben en was niet goed in staat te serveren.
Op de ATP World Tour Finals in Londen was Robin Söderling opnieuw te sterk voor Nadal. Daarna werd hij ook verslagen door Nikolaj Davydenko, waardoor hij de groepsfase niet wist te overleven. Roger Federer legde daardoor definitief beslag op de eerste plaats van de wereldranglijst over 2009.

### 2010
Nadal begon het jaar met een demonstratietoernooi in Dubai. Daar won hij in de finale van Robin Söderling met 7-6 en 7-5. Na zijn deelname aan het ATP-toernooi van Doha, waar hij in de finale van Nikolaj Davydenko verloor, vertrok hij naar Melbourne. Op de Australian Open wist hij zijn titel niet succesvol te verdedigen, hij gaf in de kwartfinale tegen Andy Murray op, wederom met knieproblemen. Nadal stond op het punt van verliezen met een stand van 3-6, 6-7 en 0-3. Vervolgens maakte hij ook bekend niet deel te nemen aan het ATP-toernooi van Rotterdam, om te herstellen van zijn kwetsuren. Door zijn vroege uitschakeling in Melbourne zakte Nadal af van de tweede naar de vierde plaats op de ATP-ranglijst.
Na zijn herstel keerde hij terug op het toernooi van Indian Wells. Daar haalde hij de halve finale, waarin hij verloor van Ivan Ljubičić. Een week later deed hij mee aan het Masterstoernooi van Miami. Nadal behaalde wederom de halve finale, maar verloor ditmaal van Andy Roddick met 6-4, 3-6 en 3-6. In het ATP-toernooi van Monte Carlo pakte Nadal zijn eerste titel in 2010. Hij won het toernooi overtuigend door in de finale Fernando Verdasco met 6-0 en 6-1 te verslaan. Door deze overwinning werd Nadal de eerste speler in het open tijdperk die 6 maal achterelkaar hetzelfde toernooi won. Nadals volgende toernooi was het ATP-toernooi van Rome. Hij versloeg onder andere Philipp Kohlschreiber, Victor Hănescu en Stanislas Wawrinka. In de halve finale versloeg hij met veel moeite Ernests Gulbis, die eerder in het toernooi voor een stunt zorgde door Roger Federer te verslaan. In de finale won hij van zijn landgenoot David Ferrer met 7-5 en 6-2. Nadal behaalde daarmee zijn 17e titel op een toernooi uit de Masters. Hij evenaarde hiermee het record van de Amerikaan Andre Agassi. Nadal deed ook mee aan het ATP-toernooi van Madrid. Hij won onder andere van John Isner, Gaël Monfils en Nicolás Almagro. In de finale trof hij zijn eeuwige rivaal Roger Federer. Het was voor het eerst dat jaar dat ze tegen elkaar speelden. Nadal nam revanche op Federer voor de verloren finale van 2009 en won met 6-4 en 7-6. Hiermee verbrak hij het record van Agassi en steeg hij een plaats op de ATP-ranglijst.
Nadal won op 6 juni zijn vijfde titel op Roland Garros. In de finale rekende hij in drie sets af met de Zweed Robin Söderling, het werd 6-4, 6-2 en 6-4. Door de toernooizege nam Nadal de eerste positie op de wereldranglijst weer over van Federer. Hij behaalde bovendien als eerste speler ooit de zogenaamde Clay Slam: hij won alle 4 de grote graveltoernooien in één jaar. Na Roland Garros speelde Nadal voor het eerst sinds 2008 weer op gras, tijdens het toernooi van Queen's. Hij werd in kwartfinale uitgeschakeld door Feliciano López met 6-7 en 4-6. Op Wimbledon pakte Nadal de zege door in de finale de Tsjech Tomáš Berdych te verslaan met 6-3, 7-5 en 6-4. Door zijn tweede Wimbledon-zege verstevigde Nadal zijn positie op de wereldranglijst.
Op 13 september won Nadal de US Open door in de finale de Serviër Novak Djokovic te verslaan met 6-4, 5-7, 6-4 en 6-2. Daarmee werd hij de zevende  speler ooit die alle vier de grandslamtoernooien heeft gewonnen, na Fred Perry, Don Budge, Roy Emerson, Rod Laver, Andre Agassi en Roger Federer. Hij was na Agassi ook de tweede man die de Career Golden Slam behaalde, door alle grandslamtoernooien én de olympische titel te winnen.
De weken daarna deed hij het wat rustiger aan en bereidde hij zich voor op de drie toernooien die hij zou spelen in Azië: de ATP-toernooien van Bangkok, Tokio en Sjanghai. In Bangkok verloor hij in de halve finale van zijn landgenoot Guillermo García López met 6-2, 6-7 en 3-6. De week erna speelde hij in Tokio, waar hij onder andere van Santiago Giraldo, Milos Raonic en Dmitri Toersoenov won. Nadat hij in een moeilijke halve finale de Serviër Viktor Troicki met 7-6, 4-6 en 7-6 had verslagen, won hij van Gaël Monfils in de finale met 6-1 en 7-5.

### 2011

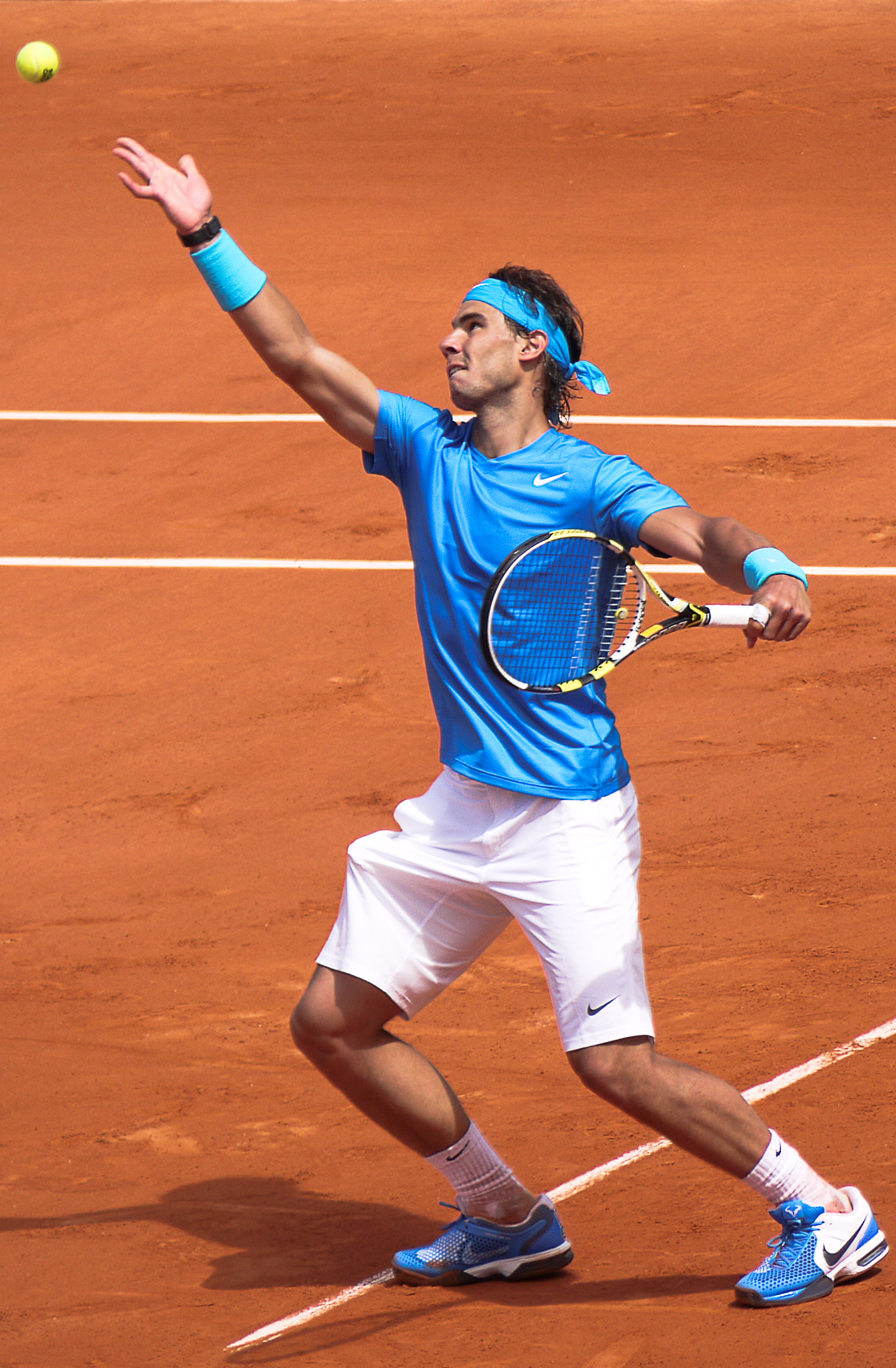
Nadal tijdens Roland Garros 2011

Op 23 april boekte Nadal door een overwinning op Ivan Dodig in de halve finale van het ATP-toernooi van Barcelona zijn 500e ATP-overwinning. Tegenover die 500 winstpartijen stonden 105 verliespartijen. Ook won hij de Roland Garros-finale tegen zijn aartsrivaal Roger Federer op 5 juni 2011 met 7-5, 7-6, 5-7 en 6-1. Hij evenaarde daarmee het record van 6 Roland Garros-titels van Björn Borg.
Op Wimbledon 2011 haalde Nadal de finale, waar hij verloor van Novak Djokovic, die daarna de nummer 1-positie overnam van Nadal. Gedurende de zomer bouwde de Serviër de voorsprong verder uit. In de finale van de US Open verloor Nadal opnieuw van Djokovic, in een partij die veel minder eenzijdig was dan het scoreverloop doet vermoeden en die ruim vier uur duurde, met 2-6, 4-6, 7-6 en 1-6. Beide spelers bereikten een buitengewoon hoog niveau, maar de diepte van de slagen en de variatie van Djokovic gaven de doorslag.
Geheel in lijn met eerdere jaren, vielen de prestaties van Nadal na de US Open wat tegen. Zo kwam hij de groepsfase van de ATP Finals niet door, en leed hij daarin zijn grootste nederlaag ooit tegen Federer (3-6 en 0-6). 2011 sloot hij echter toch met een hoogtepunt af, door opnieuw de Davis Cup te winnen met Spanje. In de finale in Sevilla werd Argentinië verslagen. Nadal haalde het beslissende punt binnen door in de vierde wedstrijd in ruim vier uur Juan Martín del Potro te verslaan met 1-6, 6-4, 6-1 en 7-6. Het was zijn 20e opeenvolgende zege in een Davis Cup-wedstrijd. Nadal heeft zich regelmatig beklaagd over de, in zijn ogen, te volle speelkalender. Mede daarom kondigde hij aan het landentoernooi in 2012 niet te zullen spelen.

### 2012
Op de Australian Open stond Nadal voor de vierde maal op rij en de vijftiende maal in totaal in een grandslamfinale, na onder andere winst in de kwartfinale op Tomáš Berdych (6-7, 7-6, 6-4 en 6-3) en in de halve finale op Roger Federer (6-7, 6-2, 7-6 en 6-4). Hij verloor in de langste grandslamfinale ooit in een titanengevecht van 5 uur en 53 minuten van Novak Djokovic met 7-5, 4-6, 2-6, 7-6 en 5-7. Daarmee was Nadal de eerste speler in het open tijdperk die drie achtereenvolgende grandslamfinales verloor.
Na halve finales op de toernooien van Indian Wells en Miami, veroverde Nadal in april zijn eerste titel van het jaar, door voor de achtste achtereenvolgende keer het toernooi van Monte Carlo te winnen. In de finale won hij voor het eerst in achttien maanden van Djokovic: 6-3 en 6-1. Vervolgens won hij voor de zevende maal het ATP-toernooi van Barcelona. Hiermee vestigde Nadal een aantal records. Hij werd de eerste mannelijke speler ooit die erin slaagde twee verschillende ATP-toernooien minstens zeven keer te winnen. Daarnaast was Nadal 77 wedstrijden op rij ongeslagen op gravel, een reeks waarin hij veertien  toernooien wist te winnen. In de finale van het Masters Series-toernooi van Rome werd Djokovic opnieuw verslagen: 7-5 en 6-3. Op Roland Garros bereikte Nadal zonder setverlies de finale. Daarin was Djokovic opnieuw de tegenstander. De finale werd enige malen door regen vertraagd en eindigde op maandag. Nadal won in vier sets zijn vijftigste titel: 6-4, 6-3, 2-6 en 7-5. Hij werd de eerste speler in het open tijdperk met zeven Roland Garros-titels en schaarde zich daarnaast in het gezelschap van Björn Borg, Pete Sampras en Roger Federer als enige spelers in het open tijdperk die in acht opeenvolgende kalenderjaren minimaal één grandslamtitel wonnen.
Na Roland Garros was er veel tegenslag voor Nadal. Hij werd vroeg uitgeschakeld tijdens het toernooi van Halle, maar de grootste verrassing was zijn verlies in de tweede ronde van Wimbledon in 5 sets tegen Lukáš Rosol, de nummer 100. Dit was de eerste nederlaag van Nadal tegen een speler die zo laag stond op de ATP-ranking. Door deze nederlaag, die zijn eerste was in zo'n vroeg stadium van een grandslamtoernooi in zeven jaar, zakte hij naar de derde plaats op de wereldranglijst. Op 19 juli maakte Nadal bekend niet deel te kunnen nemen aan de Olympische Zomerspelen 2012 om zijn titel uit 2008 te verdedigen. Ontstekingen aan zijn kniepezen, een oude blessure die hem in 2009 ook al uit het toernooi van Wimbledon had gehouden, beletten hem op wedstrijdniveau te tennissen. Hij noemde het een van de droevigste momenten van zijn carrière. Hij liet in 2012 ook verstek gaan voor de US Open en zou uiteindelijk voor de rest van het seizoen niet meer in actie komen. Hij wilde zo goed mogelijk herstellen van zijn knieblessure en helemaal fit zijn voor het seizoen 2013.

### 2013
Deze doelstelling werd echter niet gehaald, mede doordat hij vanwege een buikvirusinfectie vertraging opliep in zijn trainingsschema. De Australian Open moest Nadal daarom noodgedwongen aan zich voorbij laten gaan. Zijn rentree stond nu gepland in het Chileense graveltoernooi van Viña del Mar. Hier haalde Nadal meteen de finale, maar verloor die na een felbevochten wedstrijd van de relatief onbekende Argentijn Horacio Zeballos. De setstanden waren 7-6, 6-7 en 4-6. Nadien deed Nadal mee aan het toernooi van São Paulo. Hier kon de Spanjaard wel juichen. In de finale versloeg hij David Nalbandian met 6-2 en 6-3. Ook op het zwaarder bezette toernooi van Acapulco was er winst, in de finale werd zijn landgenoot David Ferrer met 6-0 en 6-2 aan de kant gezet. Nadal bevestigde tevens deelname aan het hardcourttoernooi van Indian Wells en leek weer helemaal terug te zijn na het blessureleed. Op dat toernooi was Nadal de eindlaureaat. In de finale klopte hij Juan Martín del Potro met 4-6, 6-3 en 6-4.
In Monte Carlo, het toernooi dat Nadal sinds 2005 elk jaar had gewonnen, kwam dit jaar een eind aan zijn zegereeks. Novak Djokovic klopte de Spanjaard in de finale met 2-6 en 6-7. Lang moest de Spanjaard echter niet wachten op een volgende trofee: de week erna won hij voor de achtste keer het toernooi van Barcelona. In de finale stuurde hij Nicolás Almagro naar huis met 6-4 en 6-3. Hiermee was Nadal de eerste speler in de geschiedenis die twee verschillende toernooien elk minimaal 8 keer won. In Madrid haalde Nadal opnieuw de trofee binnen. De Zwitser Stanislas Wawrinka moest in de finale in twee sets de duimen leggen. Het werd 6-2 en 6-4. Nadal haalde sinds zijn comeback in februari in alle zeven toernooien de finale, waarvan hij er 5 won. Ook op het ATP toernooi van Rome haalde hij de eindwinst binnen. Hij won er van Roger Federer met 6-1 en 6-3. Uit dertig onderlinge duels won Nadal twintig keer.
Op Roland Garros verloor hij in zowel de eerste als de tweede ronde de eerste set. In de halve finale versloeg hij Djokovic, in hun 35e ontmoeting, in ruim 4,5 uur met 6-4, 3-6, 6-1, 6-7 en 9-7. Hij stond in de finale tegenover zijn landgenoot David Ferrer, die in de halve finale Jo-Wilfried Tsonga had verslagen. Nadal won van Ferrer met 6-3, 6-2 en 6-3 en behaalde daarmee zijn 8e overwinning in Parijs. Geen speler was er tot dan toe in geslaagd eenzelfde grandslamtoernooi acht keer te winnen. Nadal was tevens de eerste speler ooit die in negen opeenvolgende kalenderjaren minstens één grandslamtitel won. Met de winst was hij de eerste speler die zich plaatste voor de ATP World Tour Finals.
De comeback op Wimbledon werd een minder groot succes voor Nadal. In de eerste ronde moest hij de winst aan de Belg Steve Darcis laten. Met 7-6, 7-6 en 6-4 verloor Nadal voor de eerste keer in de eerste ronde van een grandslamtoernooi. Het was tevens het eerste toernooi van 2013 waar Nadal niet minimaal de finale haalde.
In augustus won hij het Masterstoernooi van Montreal. In de halve finale klopte hij Djokovic in drie sets: 6-4, 3-6 en 7-6. In de finale won hij met duidelijkere cijfers van thuisspeler Milos Raonic: 6-2 en 6-2. Met zijn 25e Masters Series-titel klom hij naar de derde plaats op de wereldranglijst. Op 18 augustus 2013 won Nadal ook het Masterstoernooi van Cincinnati. Hij versloeg in de kwartfinale Roger Federer met 5-7, 6-4 en 6-3, in een wedstrijd van hoog niveau. In de halve finale won hij met 7-5 en 7-6 van Tomáš Berdych. In de finale had Nadal twee tiebreaks nodig om de Amerikaan John Isner te verslaan. Uiteindelijk won hij met 7-6 en 7-6. Hiermee klom hij naar de tweede plaats op de wereldranglijst. Zijn vijfde Masters Series-titel van 2013 was bovendien een evenaring van het jaarrecord van Novak Djokovic uit 2011.
Ook op de US Open veroverde Nadal de titel. Tot aan de finale, waarin hij tegen Novak Djokovic uitkwam, had hij slechts één servicegame verloren, in zijn halve finale tegen de Fransman Richard Gasquet. In een hoogstaande finale werd de nummer 1 van de wereld Novak Djokovic na 3 uur en 20 minuten met 6-2, 3-6, 6-4 en 6-1 verslagen en behaalde Nadal zo zijn 13e grandslamtitel en tiende titel van 2013. Nadal was tevens de eerste speler sinds Andy Roddick in 2003 die de zogenaamde Summer Sweep voltooide: winst in de Canada Open, Cincinnati en de US Open in hetzelfde seizoen.
Nadal kende een solide naseizoen, hoewel hij geen titels meer won. Met het bereiken van de finale in het toernooi van Beijing had Nadal genoeg punten verzameld om op 7 oktober 2013 Djokovic te passeren en weer de nummer 1 van de wereld te worden. In de finale verloor hij wel van diezelfde Djokovic (3-6 en 4-6). Met deze nederlaag kwam er een einde aan een serie van 22 ongeslagen wedstrijden en 26 ongeslagen wedstrijden op hardcourt voor Nadal. Op de Masterstoernooien van Shanghai en Parijs reikte hij tot de halve finale. Dankzij een flinke eindspurt van Djokovic (24 wedstrijden op rij ongeslagen na de US Open-finale) kon Nadal pas op de World Tour Finals de eerste plaats voor het einde van 2013 veilig stellen. Hij bleef er ongeslagen in de groepsfase, maar verloor de finale wel van Djokovic: 3-6 en 4-6. Hiermee sloot hij, na 2008 en 2010, voor de derde maal een seizoen af als nummer 1. Hij was daarmee de eerste speler die drie niet opeenvolgende seizoenen afsloot als nummer 1 met tussenkomst van een andere speler.

### 2014
Nadal begon het jaar op de Qatar ExxonMobil Open in Doha en met een primeur. In de finale versloeg hij de Fransman Gaël Monfils met 6-1, 6-7 en 6-2. Het was voor het eerst in zijn carrière dat het hem lukte zijn openingstoernooi van het jaar te winnen. Tijdens de Australian Open versloeg Nadal onder andere Roger Federer op weg naar de finale. Hij verloor die van de lager geklasseerde Stanislas Wawrinka, die in twaalf eerdere ontmoetingen nog geen set had gewonnen van Nadal. Wel werd de Spanjaard tijdens de finale gehinderd door een rugblessure. Deze was twee weken later nog niet voldoende genezen, waardoor Nadal zich terugtrok uit het toernooi van Buenos Aires. Een week later was hij wel present op de openingseditie van de Rio Open. Hij won van Pablo Andújar in de halve finale (2-6, 6-3 en 7-6), waarna hij ook de finale won van Oleksandr Dolgopolov (6-3 en 7-6). Dolgopolov nam, op het eerstvolgende toernooi waaraan Nadal deelnam, het ATP-toernooi van Indian Wells, revanche in de derde ronde. Twee weken daarna behaalde Nadal de finale van het ATP-toernooi van Miami, maar verloor die voor de vierde maal: 3-6 en 3-6 tegen Novak Djokovic.
Nadal begon het gravelseizoen met nederlagen. De kwartfinales van het ATP-toernooi van Monte Carlo en het ATP-toernooi van Barcelona verloor hij van David Ferrer (voor het eerst in tien jaar op gravel) en Nicolás Almagro (voor het eerst in zijn carrière). Op het ATP-toernooi van Madrid won Nadal zijn eerste Europese graveltoernooi van het seizoen. De Japanner Kei Nishikori won in de finale de eerste set, maar raakte geblesseerd en moest opgeven. Op het ATP-toernooi van Rome haalde Nadal opnieuw de finale, maar weer was het Novak Djokovic die Nadal versloeg. Die voorkwam daarmee dat Nadal zijn achtste eindzege in Rome behaalde.
Nadal bereikte op Roland Garros de finale met het verlies van slechts een set. Zijn opponent in de finale was weer Djokovic, in een fysieke uitputtingsslag op een warme, vochtige dag. Djokovic won de eerste set met 6-3, waarna Nadal de volgende drie met 7-5, 6-2 en 6-4 binnenhaalde. Daarmee won de Spanjaard Roland Garros voor de vijfde keer op rij en voor de negende keer in totaal, in beide gevallen een nieuw record. Zijn veertiende grandslam-titel en 64e titel waren beide evenaringen van de carrièretotalen van Pete Sampras. Ook wist Nadal voor het tiende opeenvolgende kalenderjaar minimaal één  grandslamtitel te winnen, een verbetering van zijn eigen record.
Op Wimbledon wist hij dit keer wel te winnen van Lukáš Rosol in de tweede ronde, maar verloor hij in de vierde ronde van het Australische talent Nick Kyrgios. Doordat Djokovic het toernooi won, verloor Nadal de eerste plaats op de wereldranglijst weer aan de Serviër. De rest van het jaar tobde Nadal. Hij miste het volledige Noord-Amerikaanse hardcourt-seizoen wegens een blessure aan de rechterpols. Hij kon daardoor zijn titel op de US Open niet verdedigen en verloor veel ranglijstpunten.
Op de Shanghai Masters kondigde Nadal aan dat hij aan appendicitis leed, en verloor van Feliciano López in straight sets. Hij verscheen nog aan de start in het toernooi van Bazel, maar na een kansloze nederlaag kondigde hij aan dat hij de rest van het seizoen zou overslaan in verband met de noodzakelijke operatie.

### 2015

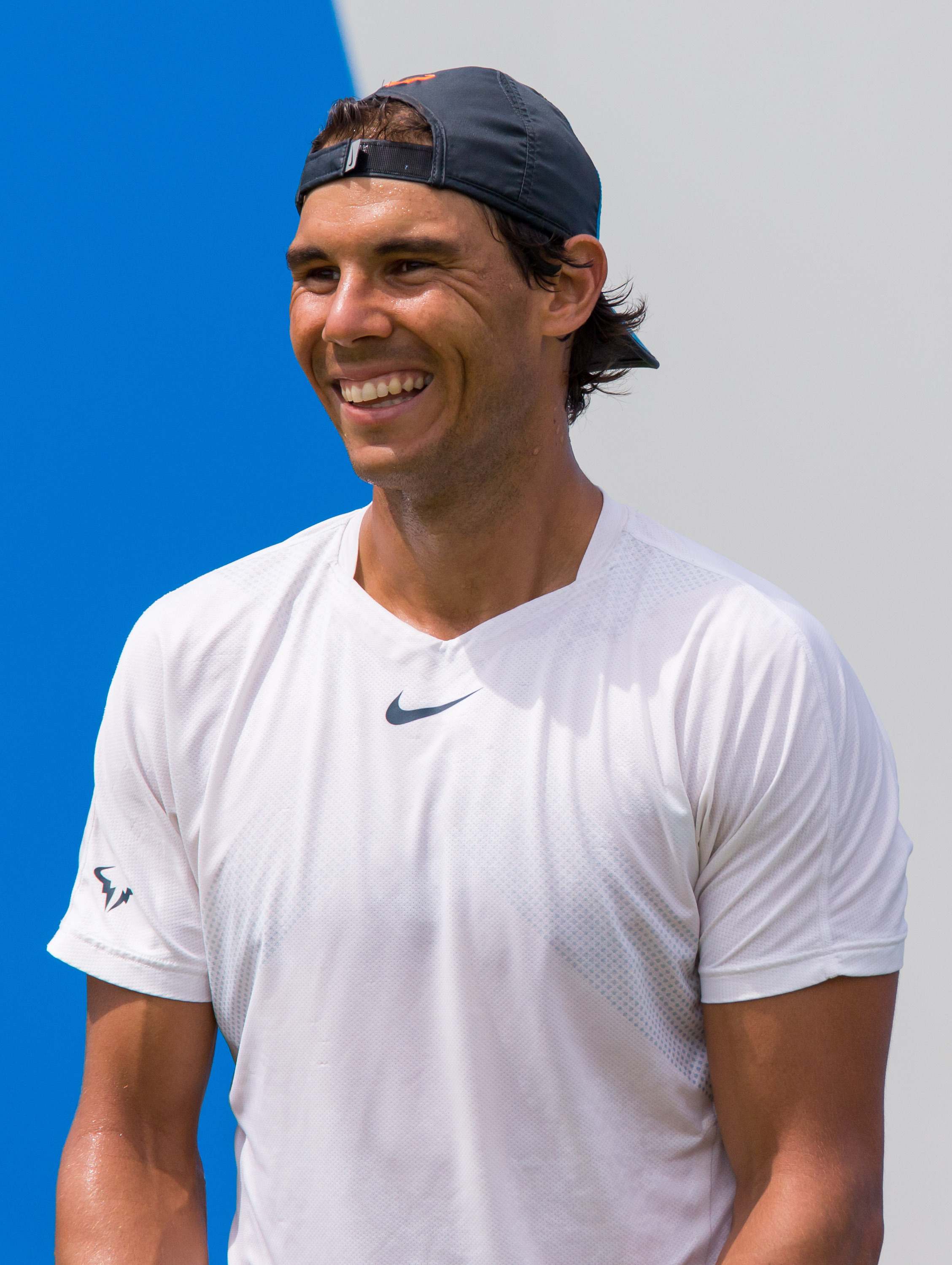
Nadal tijdens het ATP-toernooi van Londen 2015

Nadal kwam in 2015 langzaam uit de startblokken. Hij verloor van Michael Berrer in de eerste ronde in Qatar. Op de Australian Open bereikte Nadal met moeite de kwartfinale. Hierin verloor hij van de Tsjech Tomáš Berdych, na 17 overwinningen op rij tegen hem. Nadal verloor de halve finale van de Rio Open van Fabio Fognini en won het toernooi van Buenos Aires, door in de finale Juan Mónaco te verslaan. Zowel in Indian Wells als Miami ging Nadal relatief vroeg onderuit.
Tijdens het Europese gravelseizoen werd De Koning van het Gravel onttroond. Het hele gravelseizoen zocht Nadal zichtbaar naar zijn vorm en vertrouwen in zijn spel. Voor het eerst sinds 2004, vóór zijn doorbraak, won hij geen enkel Europees graveltoernooi. Hij verloor in Monte Carlo (halve finale) en Barcelona (kwartfinale) voortijdig van respectievelijk Djokovic en Fognini. In de finale van Madrid was hij kansloos tegen Murray. In de kwartfinale van Rome verloor hij van de latere Roland Garros-winnaar Wawrinka in straight sets, hoewel Nadal in de eerste set meerdere setpoints liet liggen. Nadal verloor van Djokovic in de kwartfinale van Roland Garros, waardoor een eind kwam aan 39 opeenvolgende overwinningen op het toernooi.
Nadal won vervolgens het toernooi van Stuttgart, voor het eerst op gras. Het was Nadals eerste grastitel sinds Wimbledon 2010. Aan het eind van het jaar wist Nadal in de groepsfase van de ATP World Tour Finals door te stomen naar de halve finales. Hij won van Murray en Wawrinka in straight sets, voor het verslaan van Ferrer had hij drie sets nodig. In de halve finales werd hij uitgeschakeld door Novak Djokovic.

### 2016
Nadal startte 2016 met winst op het exhibitietoernooi van Abu Dhabi. Op het ATP-toernooi van Doha verloor hij in de finale van Djokovic in straight sets. Het was hun 47e ontmoeting, waarbij Djokovic voor het eerst meer onderlinge duels had gewonnen: 24-23. Vervolgens verloor Nadal in de eerste ronde van de Australian Open in vijf sets van zijn landgenoot Fernando Verdasco.
Om wedstrijdritme op te doen speelde hij zowel het ATP-toernooi van Buenos Aires als dat van Rio de Janeiro. In beide verloor hij in de halve finale van de latere winnaar. Op het toernooi van Indian Wells verloor hij, na zeges op Müller, Verdasco, Zverev en Nishikori in de halve finale van Djokovic met 7-6 en 6-2. In de hitte bij het Masterstoernooi van Miami was Nadal, door een te lage bloeddruk, genoodzaakt op te geven tegen Damir Džumhur.
Op het Masterstoernooi van Monte Carlo, het eerste grote graveltoernooi, versloeg Nadal op weg naar de finale Bedene, Thiem en Wawrinka, telkens in twee sets. In de halve finale verloor hij voor het eerst een set, van Andy Murray. Door daarna in de finale Gaël Monfils te verslaan, won Nadal zijn 9e Monte Carlo-titel. De week erop won hij ook voor de 9e maal het toernooi van Barcelona. Nadal versloeg Granollers, Montañés, Fognini en Kohlschreiber telkens in twee sets. Ook in de finale tegen Kei Nishikori gaf hij geen set prijs. Het werd 6-4 en 7-5. Met zijn 49e graveltitel kwam Nadal op gelijke hoogte met recordhouder Guillermo Vilas.
Nadal ging dus met veel vertrouwen naar Madrid, het vierde Masterstoernooi van het jaar. Hij won de eerste en tweede ronde in twee sets en kwam zo op twaalf overwinningen en vijftien gewonnen sets op rij. In de kwartfinale boekte hij zijn zestiende setoverwinning op rij tegen de Portugees Sousa. Nadat die terugkwam, won Nadal in drie sets. Nadal verloor in de halve finale met 7-5 en 6-4 van Murray, waarmee zijn reeks na dertien overwinningen op rij ten einde kwam. Op het toernooi van Rome won Nadal van Kohlschreiber met 6-3 en 6-3, en daarna van Nick Kyrgios met 6-7, 6-2 en 6-4. In de kwartfinale moest Nadal het voor de 49e keer opnemen tegen Djokovic. Na 2,5 uur verloor Nadal met 7-5 en 7-6.
Roland Garros eindigde voor Nadal in mineur. Na twee ronden was hij genoodzaakt zich met een polsblessure terug te trekken. Hij speelde zijn partij tegen Facundo Bagnis uit met een injectie tegen pijn in zijn pols, maar meldde zich af voor de derde ronde tegen Marcel Granollers. Nadal kon zo ook niet deelnemen aan Wimbledon. Hij raakte nog net op tijd fit en hersteld voor de Olympische Spelen van 2016 in Rio de Janeiro. Daar won hij, acht jaar na zijn olympisch goud in het enkelspel, de gouden medaille in het dubbelspel aan de zijde van Marc López. Hij werd zo de tweede speler in het open tijdperk, na Nicolás Massú, die zowel in enkel als in dubbel goud kon winnen. In het enkelspel kon Nadal ook doorstoten tot in de halve finale, met in de kwartfinale zijn 800e overwinning uit zijn carrière. In die halve finale ging hij, na een lang gevecht, met 5-7, 6-4 en 7-6 onderuit tegen de Argentijn Juan Martín del Potro. De strijd om de bronzen medaille verloor Nadal met 6-2, 6-7 en 6-3 tegen Kei Nishikori.
Op de US Open kwam Nadal niet verder dan de vierde ronde. Hij verloor in vijf sets van de Fransman Lucas Pouille. Daarna kwam hij nauwelijks nog in actie. Hij beëindigde zijn seizoen na het ATP-toernooi van Shanghai.

### 2017

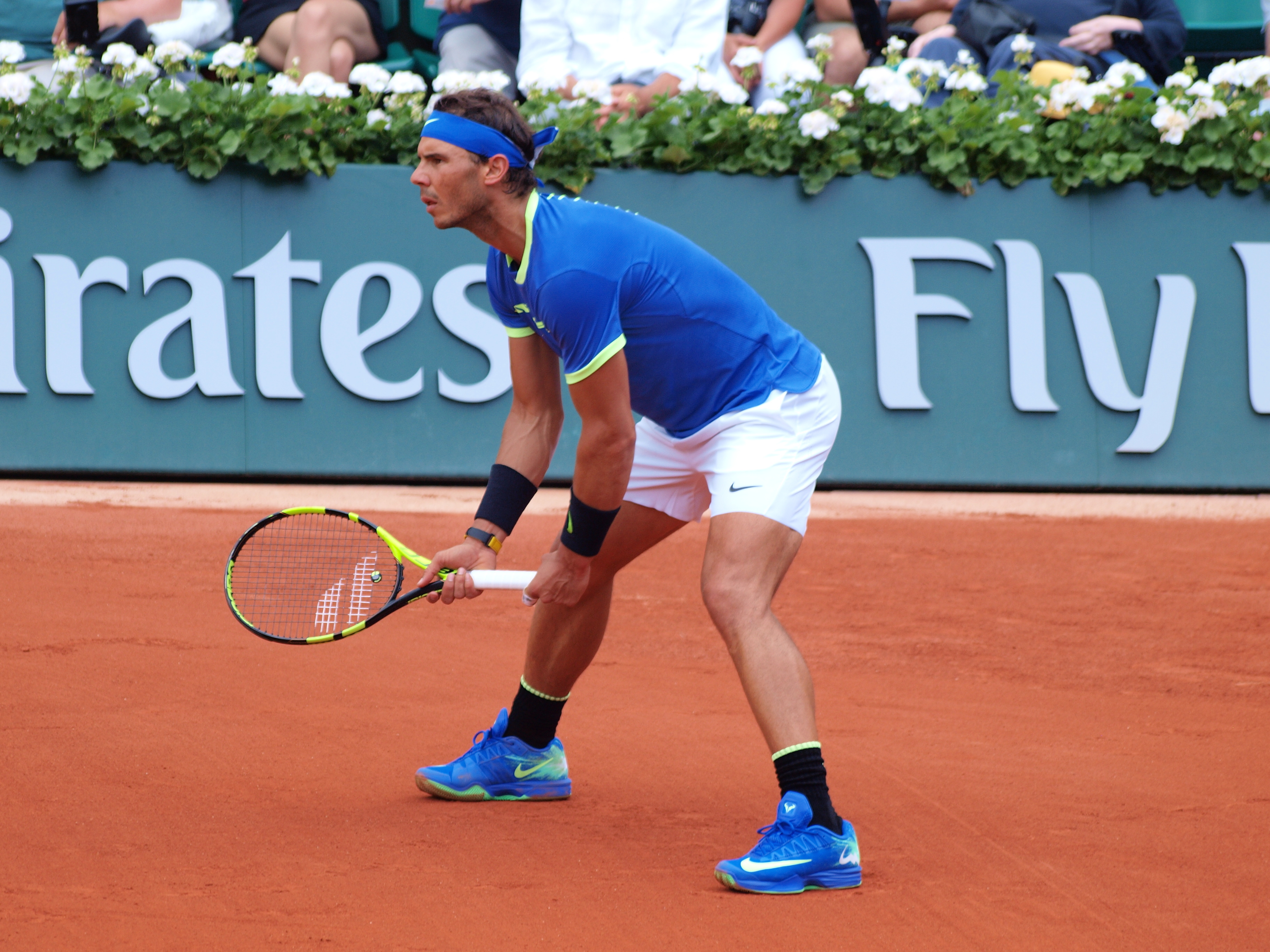
Nadal tijdens Roland Garros 2017

Na zijn lange rustpauze keerde Nadal terug op het ATP-toernooi van Brisbane. Hij reikte tot de derde ronde, waarin hij werd uitgeschakeld door Milos Raonic. Zijn volgende toernooi was de Australian Open. Nadal versloeg in de eerste twee ronden Florian Mayer en Marcos Baghdatis. Zijn volgende opponent was Alexander Zverev, vertegenwoordiger van een nieuwe generatie tennissers. Nadal dwong hem in vijf sets op de knieën. In de vierde ronde werd Gaël Monfils na een viersetter naar huis gestuurd. Daarna zette Nadal in de kwartfinale Milos Raonic de nederlaag in Brisbane betaald. Dit was zijn eerste halve finale sinds zijn overwinning op Roland Garros in 2014. In de halve finale werd Grigor Dimitrov verslagen in een thriller van 5 uur. In de finale wachtte een oude rivaal, Roger Federer. Een jarenlange rivaliteit leek in één wedstrijd samengebald te worden: na de slopende overwinning van Federer in de vijfde set stonden heden en verleden van de tenniswereld op en luchtte de gevoelens op Twitter.
Nadal speelde niet in februari en kwam weer terug in het toernooi van Acapulco, waar 500 punten te verdienen waren. Nadal reikte tot de finale, waarin hij verrassend in twee sets verloor van Sam Querrey. Een week later begonnen de Masterstoernooien op hardcourt, te beginnen met Indian Wells. Door de lage ranking van Federer troffen beide rivalen elkaar al in de vierde ronde. De confrontatie werd opnieuw in het voordeel van Federer beslist, ditmaal in twee sets. Meteen na het toernooi van Indian Wells kwam het ATP-toernooi van Miami. Nadal reikte hier tot de finale door achtereenvolgens Sela, Kohlschreiber, Mahut, Sock en Fognini te verslaan. In de finale kwam de Spanjaard voor de derde keer in 2017 zijn rivaal Roger Federer tegen. Voor de derde keer achterelkaar won Federer, ditmaal met 6-3 en 6-4.
Tijdens het gravelseizoen was Nadal opnieuw dominant. Hij veroverde de titels in Monte Carlo (waarmee hij de eerste man werd die een titel 10 keer veroverde), Barcelona (ook voor de tiende keer) en Madrid (zijn dertigste Masterstitel). Rome won hij niet, maar op Roland Garros veroverde hij "La Decima" (zijn tiende titel) en tevens zijn 15e grandslamtitel. Hij versloeg Stanislas Wawrinka, de winnaar van 2015, in de finale. Hij verloor op weg naar de titel geen enkele set en slechts 35 games. Alleen Björn Borg had het in 1978 ooit beter gedaan met 32 verloren games. Nadal passeerde Pete Sampras in aantal grandslamtitels en werd, na diezelfde Sampras, de tweede speler die zowel als tiener, twintiger en dertiger een grandslamtoernooi won.
Op Wimbledon werd de machtige service van Gilles Müller hem in de vierde ronde te machtig, hij verloor met 15-13 in de vijfde set. Hoewel hij in de voorbereiding op de US Open ook geen titels meer won, nam hij in augustus, mede doordat Murray en Djokovic met blessures tobden en Federer het hele gravelseizoen had overgeslagen, de eerste plaats op de wereldranglijst over van Murray. In de geschiedenis van de ATP Tour had er nog nooit zo veel tijd gezeten tussen de eerste en meest recente week dat een speler de ranglijst leidde. Hij bekroonde zijn seizoen met de titel op de US Open, zijn zestiende grandslamtitel.
Nadal hield zijn eerste plaats vast tot het eind van het jaar en sloot zo voor de vierde maal een jaar af als nummer 1. Daarmee werd hij de eerste dertiger en de oudste speler die een jaar als nummer 1 afsloot. Hij was bovendien de eerste die drie keer de eindejaarstoppositie kon heroveren.

### 2018
Omdat Nadal genoodzaakt was op te geven tijdens de ATP Finals van 2017, besloot hij om het ATP-toernooi van Brisbane te laten gaan om nog wat extra rust te pakken, voor het begin van de Australian Open 2018. Nadal reikte hier tot de kwartfinale en speelde tegen Marin Čilić, tegen wie hij uiteindelijk bij een stand van 6-3, 3-6, 7-6, 2-6 en 0-2 moest opgeven met een dijbeenblessure. Hij leek op tijd klaar te zijn voor het ATP-toernooi van Acapulco, maar opnieuw kwam tijdens een training voorafgaand aan het toernooi de blessure naar boven. Nadal liet daarom naast Acapulco ook de Masterstoernooien van Indian Wells en Miami schieten om volledig klaar te zijn voor het gravelseizoen.
Het gravelseizoen begon geweldig voor Nadal. Hij vierde zijn rentree met twee overwinningen in de Davis Cup. Daarna won hij een elfde titel in Monaco en een elfde titel in Barcelona. In Madrid vestigde hij een record door vijftig sets achterelkaar te winnen op dezelfde ondergrond. Ook het Masterstoernooi van Rome wist de Spanjaard voor de achtste keer te winnen, waarmee hij op een recordaantal van 32 gewonnen Masterstoernooien kwam.
Nadal eindigde zijn gravelseizoen met een 11e titel op Roland Garros, door in de finale Dominic Thiem in drie sets te verslaan. Nadal verloor maar één set in dit toernooi en pakte zijn zeventiende grandslamtitel, nog drie minder dan Federer. Ook doorbrak Nadal de grenzen van 100 miljoen dollar aan prijzengeld en 900 overwinningen op de ATP-Tour. Bovendien handhaafde Nadal de nummer 1-positie, voordat het grasseizoen op het punt stond om te beginnen.
Na zijn uitputtende gravelseizoen sloeg Nadal voor het tweede jaar op rij het toernooi van Queen's over. Op Wimbledon reikte de Spanjaard voor het eerst sinds 2011 weer tot de halve finale, waarin hij uiteindelijk verloor van de latere winnaar Novak Djokovic, met 6-4, 3-6, 7-6, 3-6 en 10-8.

### 2019
In 2019 won Nadal de grandslamtoernooien Roland Garros en US Open. 

### 2020
In 2020 won Nadal het grandslamtoernooi van Roland Garros voor de dertiende keer.

### 2021
Door blessures kwam Nadal in 2021 weinig aan spelen toe. Hij zegde toen af voor onder andere Wimbledon en de Olympische Spelen. Eind december raakte hij besmet met COVID-19.

### 2022
Op 30 januari versloeg Nadal Daniil Medvedev in de finale van de Australian Open na een vijfsetter van 5,5 uur. Hij is de eerste man in de geschiedenis van het professioneel tennis die 21 grandslamtitels won.

### 2023
In januari 2023 raakte Nadal in de tweede ronde van de Australian Open geblesseerd aan zijn heup en moest hierdoor de rest van het jaar revalideren. In maart 2023 viel hij voor het eerst sinds bijna 20 jaar buiten de mondiale top tien.

### 2024
Nadal maakte in oktober 2024 bekend dat hij na het Davis Cup-toernooi van dat jaar zou stoppen als proftennisser.
Hij verloor de halve finale van 6 Kings Slam van zijn landgenoot Carlos Alcaraz. Zijn laatste wedstrijd als proftennisser verloor Nadal van de Nederlandse tennisser Botic van de Zandschulp tijdens de kwartfinales van de Davis Cup in Malaga in november 2024.

## Tweestrijd met Roger Federer

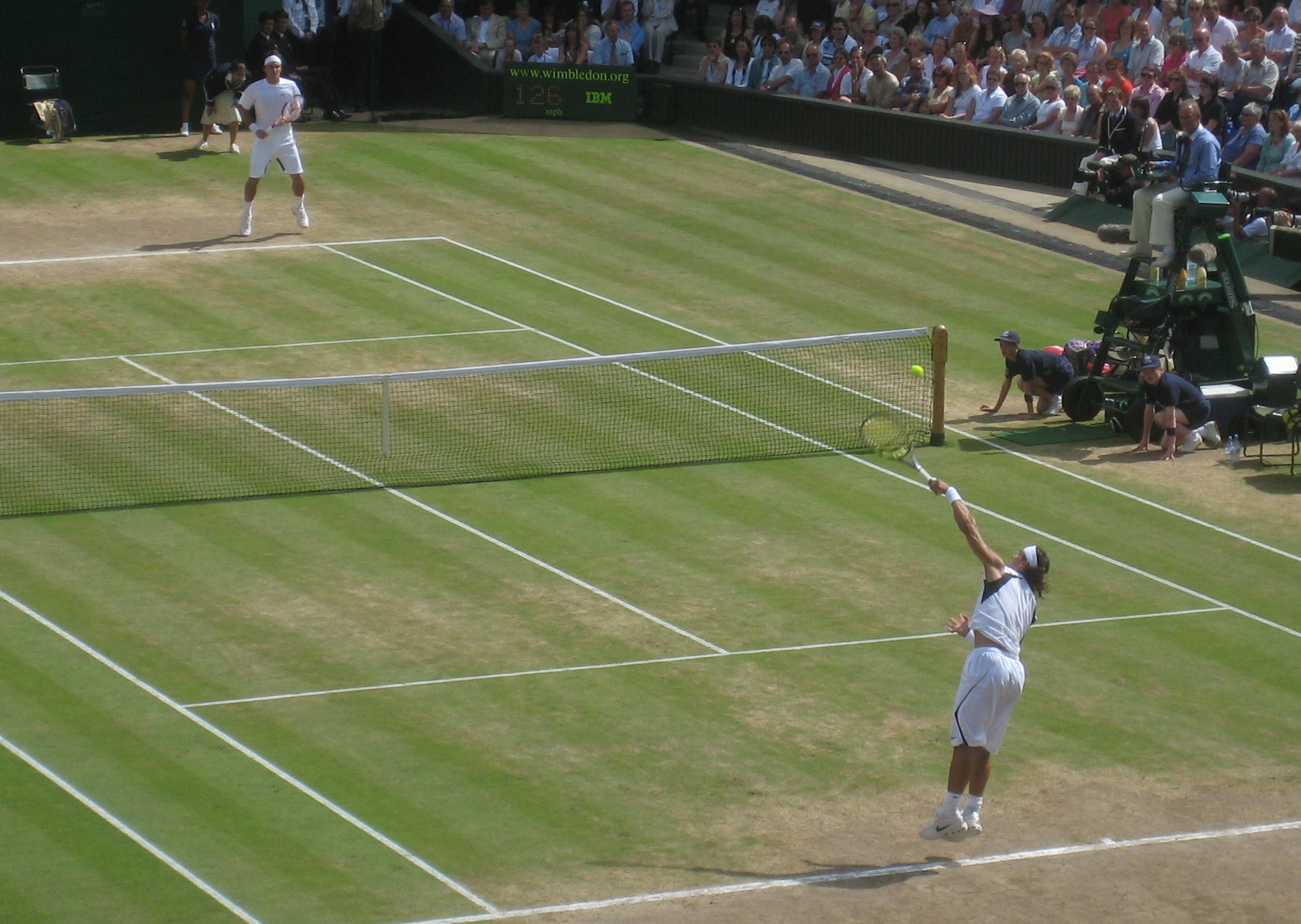
De finale van Wimbledon 2006 tussen Federer en Nadal

De belangrijkste rivaliteit in het mannentennis in het eerste decennium van de 21e eeuw was de tweestrijd tussen Roger Federer en Rafael Nadal. Hoewel Federer vijf jaar ouder is, was de start van zijn carrière tamelijk geleidelijk: hij bereikte de top 100 voor het eerst in 2001 en won zijn eerste grandslamtitel in 2003. Federer bereikte de nummer 1-positie op 2 februari 2004 en had die positie per juli 2008 232 weken in zijn bezit. Nadal won zijn eerste grandslamtitel in 2005 en was sinds 25 juli 2005 de vrijwel onbedreigde nummer 2. Nadal en Federer hebben 9 grandslamfinales tegen elkaar gespeeld, een record gedeeld met Nadal-Djokovic. De onderlinge balans hierin is 6-3 voor Nadal.
Nadal is een van de weinige spelers die een plusscore heeft tegen Federer: 24-16. Op grandslamtoernooien is de onderlinge score 10-4 in het voordeel van Nadal. De tweestrijd van Nadal en Federer spitste zich tussen 2005 en 2008 toe op de finales van Roland Garros en Wimbledon. Nadat Nadal Federer had verslagen in de halve finale van Roland Garros 2005 stonden de twee in 2006, 2007 en 2008 tegen elkaar in de finale. Federer had in 2008 zijn voorseizoen op Roland Garros afgestemd, maar verloor de finale met 6-1, 6-3 en 6-0. Op gras heeft Federer echter een voorsprong: sinds 2003 won hij al zijn 65 partijen op gras, tot aan de Wimbledon-finale van 2008. Nadal haalde op 4 juli 2008 zijn derde opeenvolgende Wimbledon-finale en won zijn eerste Wimbledon-titel tegen Federer na een heroïsche strijd van ruim 4 uur en twee regenpauzes. Het werd 6-4, 6-4, 6-7, 6-7 en 9-7. Waar Federer een jaar eerder in Hamburg Nadals recordzegereeks van 81 gravelwedstrijden achter elkaar had doorbroken, doorbrak Nadal in de finale van Wimbledon de recordreeks van Federer op gras. Al eerder, op het toernooi van Dubai in 2006, had Nadal Federers recordreeks van 56 opeenvolgende zeges op hardcourt gebroken.
Op 1 augustus 2008 pakte Nadal met het bereiken van de halve finale van Cincinnati, die hij weliswaar verloor van Djokovic, voldoende punten om op 18 augustus 2008 de nummer 1-positie van Federer over te nemen. Federer bleef als titelverdediger in de derde ronde steken.
In 2009 won Nadal tegen Federer in de finale zijn eerste Australian Open-titel. Federer won echter de finale van het graveltoernooi van Madrid van Nadal. Daarna won hij ook Roland Garros, nadat Nadal in de 4e ronde was uitgeschakeld. Nadal kon wegens een knieblessure zijn titel op Wimbledon niet verdedigen, waardoor Federer, die op 5 juli 2009 de titel behaalde, Nadal na 46 weken opnieuw afloste als nummer 1. Na Roland Garros 2010, waar Federer in de kwartfinale verloor, nam Nadal de nummer 1-positie weer over van Federer.
In 2011 boekte Nadal overwinningen op Federer in Miami, Madrid en in de finale van Roland Garros. Federer versloeg hem in de groepsfase van de ATP World Tour Finals. In de halve finale van de Australian Open in 2012 en 2014 versloeg Nadal Federer opnieuw op een grandslamtoernooi.
In 2017 begon een nieuw hoofdstuk van de rivaliteit tussen Nadal en Federer. Ze kwamen elkaar tegen in de finales van de Australian Open, Miami en Shanghai, en in de vierde ronde van Indian Wells. Elke keer wist Federer te winnen, met als hoogtepunt zijn winst in de finale van de Australian Open in vijf sets. Dit werd met veel respect ontvangen in de hele wereld, omdat er van hun rivaliteit al een tijdje niet echt sprake meer was geweest. Nadal en Federer hadden namelijk sinds 2014 niet meer volop meegedaan in de wereldtop.

## Tweestrijd met Novak Djokovic
Nadal en Djokovic zijn de spelers die het vaakst tegenover elkaar hebben gestaan in het open tijdperk: 60 keer. Op de Australian Open van 2012 speelden zij de langste grandslamfinale ooit met 5 uur 53 minuten, gewonnen door Djokovic. Ook de langste best-of-three-wedstrijd met een tie-break in de laatste set staat op hun naam: op de Madrid Masters van 2009 speelden zij een driesetter van 4 uur en 3 minuten, waarin Nadal uiteindelijk aan het langste eind trok. Na 60 wedstrijden is de onderlinge balans 31-29 voor Djokovic. In grandslamontmoetingen leidt Nadal met 11-7, in grandslamfinales leidt Nadal met 5-4. In tegenstelling tot Roger Federer is Djokovic ongeveer even oud als Nadal. Nadal was tot en met 2010 meestal de sterkste in onderlinge ontmoetingen.
In 2011, het jaar waarin Djokovic het tennis domineerde en zes grote finales van Nadal won, leidde Djokovic echter met 6-0. Nadal leek de antwoorden op het spel van de Serviër niet meer te hebben en gaf meerdere malen openlijk toe niet meer te weten hoe hij Djokovic moest aanpakken. In de Australian Open-finale van 2012 stonden bij de heren voor het eerst in het open tijdperk drie keer achterelkaar dezelfde finalisten tegenover elkaar in een grandslamfinale. Nadal verloor uiteindelijk met 7-5, 4-6, 2-6, 7-6 en 5-7. Op het toernooi van Monte Carlo doorbrak Nadal de reeks verloren finales: 6-3 en 6-1. In de finale van Rome won Nadal opnieuw: 7-5 en 6-3. Op Roland Garros won Nadal ook weer een grandslamfinale, door Djokovic te verslaan in hun vierde opeenvolgende finale, een nieuw record. Nadat Nadal na Wimbledon 2012 bijna een jaar lang geblesseerd was, troffen de beide heren elkaar pas in 2013 weer in de finale van het ATP-toernooi van Monte Carlo. Nadal had tot dan toe een fantastisch seizoen beleefd, maar het was Djokovic die won. Op Roland Garros werd Djokovic dan ook gezien als de belangrijkste uitdager van Nadal. In een zeer spannende halve finale trok de Spanjaard echter weer aan het langste eind.
In de halve finale van de Canada Open van 2013 won Nadal voor het eerst sinds de US Open 2010 ook weer een partij op hardcourt van Djokovic. Een belangrijk aspect van het spel van Nadal is dat hij met machtige topspinslagen fouten afdwingt aan de backhandzijde van zijn tegenstanders. Dit is een tactiek die bij Djokovic minder werkt door de kwaliteit van diens backhand, met name de aanvallende backhand langs de lijn. In deze partij zocht Nadal juist regelmatiger de forehand op en dit kan een reden zijn geweest waarom Nadal juist nu wel won. In de finale van de US Open van dat jaar won Nadal opnieuw op hardcourt. Daarna nam Djokovic weer de overhand in onderlinge ontmoetingen en won achtereenvolgens finales in Beijing, de World Tour Finals, Miami en Rome. In de finale van Roland Garros van 2014 won Nadal echter opnieuw een grandslamontmoeting en verdedigde hij daarmee op dat moment zijn eerste plaats op de wereldranglijst. In 2015 slaagde Djokovic er voor het eerst in om Nadal op Roland Garros te verslaan, namelijk in de kwartfinale. Het was de eerste keer dat Nadal een best-of-five-gravelwedstrijd in straight sets verloor.

## Prijzen en onderscheidingen
- 2003 – ATP Newcomer of the Year (ATP Nieuwkomer van het jaar)
- 2004 – ATP Award voor zijn 1e ATP-titel
- 2005 – ATP Most Improved Player (ATP Meest verbeterde speler)
- 2006 – Laureus World Sports Award voor "Doorbraak van het jaar"
- 2006 – Spanish Sportsman of the Year (Spaanse sportman van het jaar)
- 2008 – ATP Award voor het bereiken van de nummer 1-positie
- 2008 – ATP Player of the Year (ATP Speler van het jaar)
- 2008 – ATP Year End Number 1 Award (ATP Eindejaarsnummer-1)
- 2008 – Performance of the Year Award volgens de French Sports Academy
- 2008 – Prins van Asturië Award voor "Sportprestatie"
- 2008 – International Sports Award of the Madrid Community
- 2008 – ITF World Champion / Roll of Honour Award (Wereldkampioen volgens de ITF)
- 2009 – World Tennis Player of The Year op de World Sports Awards
- 2010 – Special Soul Award by the Real Madrid FC Foundation
- 2010 – Cornelius Atticus Award voor "Sportprestatie"
- 2010 – Favorite Son by City of Manacor (Favoriete zoon van Manacor)
- 2010 – L'Équipe Champion of Champions (Beste atleet volgens L'Équipe)
- 2010 – BBC Overseas Sports Personality of the Year (Sportpersoonlijkheid volgens BBC)
- 2010 – Stefan Edberg Sportsmanship Award (Sportiviteitsprijs)
- 2010 – ATP Player of the Year (ATP Speler van het jaar)
- 2010 – ITF World Champion / Roll of Honour Award (Wereldkampioen volgens de ITF)
- 2011 – International Award Juan Antonio Samaranch voor "Charity en tennispromotie"
- 2011 – Arthur Ashe Humanitarian of the Year (Weldoener van het jaar)
- 2011 – Laureus World Sports Award voor "Sportman van het jaar"
- 2011 – ESPY Award voor "Beste mannelijke tennisspeler"
- 2011 – Asteroïde 128036 Rafael Nadal
- 2012 – Man van het jaar volgens Amerikaans tijdschrift Vanity Fair
- 2013 – Esfera de Honor from the Mallorca Convention Bureau voor "Promotie van Mallorca"
- 2013 – L'Équipe Champion of Champions (Beste atleet volgens L'Équipe)
- 2013 – Crystal Tiger Award voor "Meeste energieke speler" door China Open
- 2013 – ATP Comeback Player of the Year (Beste comeback van het jaar)
- 2013 – ATP Player of the Year (ATP Speler van het jaar)
- 2013 – Best Athlete Award door Spaanse krant Mundo Deportivo
- 2013 – Best Spanish Athlete in History bij 75e verjaardag van Spanish Daily Marca
- 2014 – Laureus World Sports Award voor "Comeback van het jaar"
- 2014 – ESPY Award voor "Beste mannelijke tennisspeler"
- 2014 – Favorite Son by City of Manacor (Favoriete zoon van Manacor)
- 2014 – Honorary Citizen and Adopted Son of Madrid (Ereburger en titel van 'Geadopteerde zoon van Madrid')
- 2014 – Sport Cultura Award in Barcelona voor "Sportprestatie"
- 2014 – Aspire Academy Award voor "Excellentie"
- 2015 – Gold Medal of Merit of Work voor "Hard werk en inzet"
- 2015 – Doctor Honoris Causa Award by European University in Madrid voor "Charity"
- 2015 – Grand Vermeil Paris Medal (Grootste Parijsenaar van Mallorca)
- 2016 – Vlagdrager voor Spanje op de Olympische Spelen in Rio
- 2017 – Center Court in Barcelona Open hernoemd tot Pista Rafa Nadal
- 2017 – Fossiel ATD6-148 Rafael Nadal
- 2017 – Most Dynamic Player Award door China Life Insurance Company (Meest dynamische speler)
- 2017 – Premio Los Leones Award door El Espanol voor "Sportcarrière"
- 2017 – ATP Player of the Year (ATP Speler van het jaar)
- 2017 – Best Spanish Athlete in 50 years AS Awards
- 2017 – Balearic Islands Sports Award (Beste mannelijke sportman van de Balearen)
- 2017 – ITF World Champion / Roll of Honour Award (Wereldkampioen volgens de ITF)
- 2017 – Ambassador of the Year by ITWA (Tennispromotor van het jaar volgens ITWA)
- 2017 – L'Équipe Champion of Champions (Beste atleet volgens L'Équipe)
- 2018 – ATP Challenger-toernooi Mallorca Rafa Nadal Open
- 2018 – 10 Year World Number 1 Award by RN Academy

## Palmares
Nadal heeft 92 titels in het enkelspel en 11 in het dubbelspel gewonnen. Daarnaast won hij vijf Davis Cup-titels met de Spaanse nationale ploeg en twee Laver Cup-titels met Team Europa. Op de ranglijst van hoogste aantal ATP-titels in het enkelspel staat hij op de vijfde plaats. 

### Grandslamfinales
Nadal heeft 22 grandslamtoernooien gewonnen.
- Wit: Australian Open
- Donkerroze: Roland Garros
- Lichtgroen: Wimbledon
- Blauw-magenta: US Open

| Nr.              | Datum             | Toernooi            | Ondergrond | Tegenstander       | Score                   |         |
| ---------------- | ----------------- | ------------------- | ---------- | ------------------ | ----------------------- | ------- |
| gewonnen finales |                   |                     |            |                    |                         |         |
| 1.               | 5 juni 2005       | Roland Garros       | Gravel     | Mariano Puerta     | 6-7, 6-3, 6-1, 7-5      | details |
| 2.               | 11 juni 2006      | Roland Garros (2)   | Gravel     | Roger Federer      | 1-6, 6-1, 6-4, 7-6      | details |
| 3.               | 10 juni 2007      | Roland Garros (3)   | Gravel     | Roger Federer      | 6-3, 4-6, 6-3, 6-4      | details |
| 4.               | 8 juni 2008       | Roland Garros (4)   | Gravel     | Roger Federer      | 6-1, 6-3, 6-0           | details |
| 5.               | 6 juli 2008       | Wimbledon           | Gras       | Roger Federer      | 6-4, 6-4, 6-7, 6-7, 9-7 | details |
| 6.               | 1 februari 2009   | Australian Open     | Hardcourt  | Roger Federer      | 7-5, 3-6, 7-6, 3-6, 6-2 | details |
| 7.               | 6 juni 2010       | Roland Garros (5)   | Gravel     | Robin Söderling    | 6-4, 6-2, 6-4           | details |
| 8.               | 4 juli 2010       | Wimbledon (2)       | Gras       | Tomáš Berdych      | 6-3, 7-5, 6-4           | details |
| 9.               | 13 september 2010 | US Open             | Hardcourt  | Novak Djokovic     | 6-4, 5-7, 6-4, 6-2      | details |
| 10.              | 5 juni 2011       | Roland Garros (6)   | Gravel     | Roger Federer      | 7-5, 7-6, 5-7, 6-1      | details |
| 11.              | 11 juni 2012      | Roland Garros (7)   | Gravel     | Novak Djokovic     | 6-4, 6-3, 2-6, 7-5      | details |
| 12.              | 9 juni 2013       | Roland Garros (8)   | Gravel     | David Ferrer       | 6-3, 6-2, 6-3           | details |
| 13.              | 9 september 2013  | US Open (2)         | Hardcourt  | Novak Djokovic     | 6-2, 3-6, 6-4, 6-1      | details |
| 14.              | 8 juni 2014       | Roland Garros (9)   | Gravel     | Novak Djokovic     | 3-6, 7-5, 6-2, 6-4      | details |
| 15.              | 11 juni 2017      | Roland Garros (10)  | Gravel     | Stanislas Wawrinka | 6-2, 6-3, 6-1           | details |
| 16.              | 10 september 2017 | US Open (3)         | Hardcourt  | Kevin Anderson     | 6-3, 6-3, 6-4           | details |
| 17.              | 10 juni 2018      | Roland Garros (11)  | Gravel     | Dominic Thiem      | 6-4, 6-3, 6-2           | details |
| 18.              | 9 juni 2019       | Roland Garros (12)  | Gravel     | Dominic Thiem      | 6-3, 5-7, 6-1, 6-1      | details |
| 19.              | 8 september 2019  | US Open (4)         | Hardcourt  | Daniil Medvedev    | 7-5, 6-3, 5-7, 4-6, 6-4 | details |
| 20.              | 11 oktober 2020   | Roland Garros (13)  | Gravel     | Novak Djokovic     | 6-0, 6-2, 7-5           | details |
| 21.              | 30 januari 2022   | Australian Open (2) | Hardcourt  | Daniil Medvedev    | 2-6, 6-7, 6-4, 6-4, 7-5 | details |
| 22.              | 5 juni 2022       | Roland Garros (14)  | Gravel     | Casper Ruud        | 6–3, 6–3, 6–0           | details |
| verloren finales |                   |                     |            |                    |                         |         |
| 1.               | 9 juli 2006       | Wimbledon           | Gras       | Roger Federer      | 0-6, 6-7, 7-6, 3-6      | details |
| 2.               | 8 juli 2007       | Wimbledon (2)       | Gras       | Roger Federer      | 6-7, 6-4, 6-7, 6-2, 2-6 | details |
| 3.               | 3 juli 2011       | Wimbledon (3)       | Gras       | Novak Djokovic     | 4-6, 1-6, 6-1, 3-6      | details |
| 4.               | 12 september 2011 | US Open             | Hardcourt  | Novak Djokovic     | 2-6, 4-6, 7-6, 1-6      | details |
| 5.               | 29 januari 2012   | Australian Open     | Hardcourt  | Novak Djokovic     | 7-5, 4-6, 2-6, 7-6, 5-7 | details |
| 6.               | 26 januari 2014   | Australian Open (2) | Hardcourt  | Stanislas Wawrinka | 3-6, 2-6, 6-3, 3-6      | details |
| 7.               | 29 januari 2017   | Australian Open (3) | Hardcourt  | Roger Federer      | 4-6, 6-3, 1-6, 6-3, 3-6 | details |
| 8.               | 27 januari 2019   | Australian Open (4) | Hardcourt  | Novak Djokovic     | 3-6, 2-6, 3-6           | details |

## Resultaten grote toernooien
| Legenda | Legenda                          |
| ------- | -------------------------------- |
| g.t.    | geen toernooi gehouden           |
| l.c.    | lagere categorie                 |
| –       | niet deelgenomen                 |
| G       | uitgeschakeld in de groepsfase   |
| 1R      | uitgeschakeld in de eerste ronde |
| 2R      | uitgeschakeld in de tweede ronde |
| 3R      | uitgeschakeld in de derde ronde  |
| 4R      | uitgeschakeld in de vierde ronde |
| KF      | uitgeschakeld in de kwartfinale  |
| HF      | uitgeschakeld in de halve finale |
| F       | de finale verloren               |
| W       | het toernooi gewonnen            |
| w-v     | winst/verlies-balans             |

### Enkelspel
| toernooi            | 2003 | 2004 | 2005 | 2006 | 2007 | 2008 | 2009 | 2010 | 2011 | 2012 | 2013 | 2014 | 2015 | 2016 | 2017 | 2018 | 2019 | 2020 | 2021 | 2022 | 2023 |
| ------------------- | ---- | ---- | ---- | ---- | ---- | ---- | ---- | ---- | ---- | ---- | ---- | ---- | ---- | ---- | ---- | ---- | ---- | ---- | ---- | ---- | ---- |
| grandslamtoernooien |      |      |      |      |      |      |      |      |      |      |      |      |      |      |      |      |      |      |      |      |      |
| Australian Open     | –    | 3R   | 4R   | –    | KF   | HF   | W    | KF   | KF   | F    | –    | F    | KF   | 1R   | F    | KF   | F    | KF   | KF   | W    | 2R   |
| Roland Garros       | –    | –    | W    | W    | W    | W    | 4R   | W    | W    | W    | W    | W    | KF   | 3R   | W    | W    | W    | W    | HF   | W    | –    |
| Wimbledon           | 3R   | –    | 2R   | F    | F    | W    | –    | W    | F    | 2R   | 1R   | 4R   | 2R   | –    | 4R   | HF   | HF   | g.t. | –    | HF   | –    |
| US Open             | 2R   | 2R   | 3R   | KF   | 4R   | HF   | HF   | W    | F    | –    | W    | –    | 3R   | 4R   | W    | HF   | W    | –    | –    | 4R   |      |
| ATP Finals          |      |      |      |      |      |      |      |      |      |      |      |      |      |      |      |      |      |      |      |      |      |
| ATP Finals          | –    | –    | –    | HF   | HF   | –    | G    | F    | G    | –    | F    | –    | HF   | –    | G    | –    | G    | HF   | –    | G    |      |
| ATP Masters 1000    |      |      |      |      |      |      |      |      |      |      |      |      |      |      |      |      |      |      |      |      |      |
| Indian Wells        | –    | 3R   | –    | HF   | W    | HF   | W    | HF   | F    | HF   | W    | 3R   | KF   | HF   | 4R   | –    | HF   | g.t. | –    | F    | –    |
| Miami               | –    | 4R   | F    | 2R   | KF   | F    | KF   | HF   | F    | HF   | –    | F    | 3R   | 2R   | F    | –    | –    | g.t. | –    | –    | –    |
| Monte Carlo         | 3R   | –    | W    | W    | W    | W    | W    | W    | W    | W    | F    | KF   | HF   | W    | W    | W    | HF   | g.t. | KF   | –    | –    |
| Madrid              | l.c. | l.c. | l.c. | l.c. | l.c. | l.c. | F    | W    | F    | 3R   | W    | W    | F    | HF   | W    | KF   | HF   | g.t. | KF   | KF   | –    |
| Rome                | –    | –    | W    | W    | W    | 2R   | W    | W    | F    | W    | W    | F    | KF   | KF   | KF   | W    | W    | KF   | W    | 3R   | –    |
| Montreal/Toronto    | –    | 1R   | W    | 3R   | HF   | W    | KF   | HF   | 2R   | –    | W    | –    | KF   | –    | 3R   | W    | W    | g.t. | –    | 3R   |      |
| Cincinnati          | –    | 1R   | 1R   | KF   | 2R   | HF   | HF   | KF   | KF   | –    | W    | –    | 3R   | 3R   | KF   | –    | –    | –    | –    | 2R   |      |
| Shanghai            | l.c. | l.c. | l.c. | l.c. | l.c. | l.c. | F    | 3R   | 3R   | –    | HF   | 2R   | HF   | 2R   | F    | –    | –    | g.t. | g.t. | g.t. |      |
| Parijs              | –    | –    | –    | –    | F    | KF   | HF   | –    | –    | –    | HF   | –    | KF   | –    | KF   | –    | HF   | HF   | –    | 2R   |      |
| olympisch           |      |      |      |      |      |      |      |      |      |      |      |      |      |      |      |      |      |      |      |      |      |
| Olympische Spelen   | g.t. | –    | g.t. | g.t. | g.t. | W    | g.t. | g.t. | g.t. | –    | g.t. | g.t. | g.t. | HF   | g.t. | g.t. | g.t. | g.t. | –    | g.t. | g.t. |
| statistieken        |      |      |      |      |      |      |      |      |      |      |      |      |      |      |      |      |      |      |      |      |      |
| titels per jaar     | 0    | 1    | 11   | 5    | 6    | 8    | 5    | 7    | 3    | 4    | 10   | 4    | 3    | 2    | 6    | 5    | 4    | 2    | 2    | 4    | 0    |
| eindejaarsranking   | 49   | 51   | 2    | 2    | 2    | 1    | 2    | 1    | 2    | 4    | 1    | 3    | 5    | 9    | 1    | 2    | 1    | 2    | 6    | 2    |      |

### Dubbelspel
| toernooi            | 2003 | 2004 | 2005 | 2006 | 2007 | 2008 | 2009 | 2010 | 2011 | 2012 | 2013 | 2014 | 2015 | 2016 | 2017 | 2018 | 2019 | 2020 | 2021 | 2022 |
| ------------------- | ---- | ---- | ---- | ---- | ---- | ---- | ---- | ---- | ---- | ---- | ---- | ---- | ---- | ---- | ---- | ---- | ---- | ---- | ---- | ---- |
| grandslamtoernooien |      |      |      |      |      |      |      |      |      |      |      |      |      |      |      |      |      |      |      |      |
| Australian Open     | –    | 3R   | 3R   | –    | –    | –    | –    | –    | –    | –    | –    | –    | –    | –    | –    | –    | –    | –    | –    | –    |
| Roland Garros       | –    | –    | –    | –    | –    | –    | –    | –    | –    | –    | –    | –    | –    | –    | –    | –    | –    | –    | –    | –    |
| Wimbledon           | –    | –    | 2R   | –    | –    | –    | –    | –    | –    | –    | –    | –    | –    | –    | –    | –    | –    | g.t. | –    | –    |
| US Open             | 1R   | HF   | –    | –    | –    | –    | –    | –    | –    | –    | –    | –    | –    | –    | –    | –    | –    | –    | –    | –    |
| ATP Masters 1000    |      |      |      |      |      |      |      |      |      |      |      |      |      |      |      |      |      |      |      |      |
| Indian Wells        | –    | KF   | –    | 2R   | 1R   | 1R   | 2R   | W    | HF   | W    | –    | –    | KF   | 1R   | 2R   | –    | –    | g.t. | –    | –    |
| Miami               | –    | 2R   | KF   | –    | –    | 1R   | 2R   | 1R   | –    | 2R   | –    | –    | –    | 2R   | –    | –    | –    | g.t. | –    | –    |
| Monte Carlo         | –    | –    | –    | –    | 1R   | W    | –    | –    | –    | –    | –    | –    | –    | 2R   | –    | –    | –    | g.t. | –    | –    |
| Madrid              | l.c. | l.c. | l.c. | l.c. | l.c. | l.c. | –    | –    | –    | –    | –    | –    | –    | –    | –    | –    | –    | g.t. | –    | –    |
| Rome                | –    | –    | –    | –    | KF   | –    | –    | –    | –    | –    | –    | –    | –    | –    | –    | –    | –    | –    | –    | –    |
| Montreal/Toronto    | –    | –    | 2R   | 2R   | 2R   | 1R   | 2R   | 1R   | 1R   | –    | 2R   | –    | KF   | –    | –    | –    | –    | g.t. | –    | –    |
| Cincinnati          | –    | –    | –    | 2R   | –    | –    | –    | –    | 2R   | –    | –    | –    | –    | –    | –    | –    | –    | –    | –    | –    |
| Shanghai            | l.c. | l.c. | l.c. | l.c. | l.c. | l.c. | –    | 1R   | –    | –    | –    | –    | –    | –    | –    | –    | –    | g.t. | –    | –    |
| Parijs              | –    | –    | –    | –    | 1R   | KF   | –    | –    | –    | –    | –    | –    | 1R   | –    | –    | –    | –    | –    | –    | –    |
| olympisch           |      |      |      |      |      |      |      |      |      |      |      |      |      |      |      |      |      |      |      |      |
| Olympische Spelen   | g.t. | 1R   | g.t. | g.t. | g.t. | 2R   | g.t. | g.t. | g.t. | –    | g.t. | g.t. | g.t. | W    | g.t. | g.t. | g.t. | g.t. | –    | g.t. |
| statistieken        |      |      |      |      |      |      |      |      |      |      |      |      |      |      |      |      |      |      |      |      |
| titels per jaar     | 1    | 1    | 1    | 0    | 0    | 1    | 1    | 1    | 1    | 1    | 0    | 0    | 1    | 2    | 0    | 0    | 0    | 0    | 0    | 0    |
| eindejaarsranking   | 185  | 46   | 49   | 313  | 119  | 92   | 132  | 79   | 113  | 68   | 384  | —    | 88   | 132  | —    | —    | —    | 475  | 511  | 1159 |